# 罗马 (澳大利亚)
罗马市（Roma）位于澳大利亚昆士兰州西南部的Maranoa郡，据昆州首府布里斯班市515公里。是Maranoa郡的首府，据澳洲2011年人口统计，罗马人口7,991人。

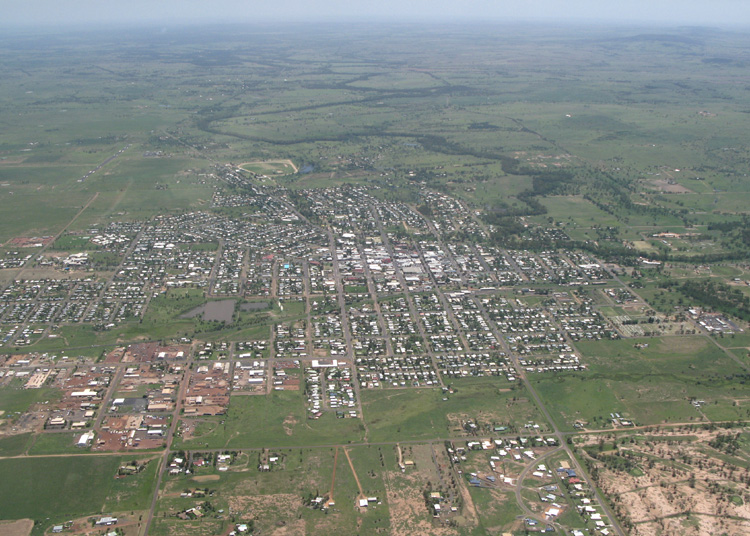
俯瞰罗马

## 气候
罗马干旱少雨，但近年罗马在圣诞节时期雨水量急增。在2010,2011,2012年三年连续洪水将小镇低洼处淹没，2012年的洪水造成了罗马444户家庭被淹。

## 自然资源
在1906年，罗马地区的人用天然气用来照明。